# Carl Johan Petersson (orgelbyggare)
Carl Johan Petersson, född 26 november 1827 i Böda socken, död 15 april 1861 i Visby, var en svensk orgelbyggare och instrumentmakare.
Lärde sig troligtvis bygga orglar av sin far, orgelbyggaren Sven Petter Pettersson. Byggde förutom orglar även orgelharmonium och orgelmelodium.

## Lista över orglar
- 1856 - Linde kyrka
- 1856 - Eke kyrka
- 1858 - Fardhems kyrka
- 1859 - Västerhejde kyrka